# خمیل پیروشه
خمیل پیروشه (به لهستانی:  Chmiel Pierwszy) یک روستا در لهستان است که در گمینا یابووننا (استان لوبلین) واقع شده‌است. خمیل پیروشه ۳۳۰ نفر جمعیت دارد.